# كاثارين ديكسون
كاثارين ديكسون هي صحفية كندية، ولدت في 1927.